# Tess Stimson
Tess Stimson es una escritora británica especializada en el thriller psicológico. En su trayectoria literaria destaca El club del adulterio, una novela que se ha traducido a más de 20 idiomas y ha estado en la lista de los libros más vendidos de varios medios anglosajones.

## Biografía
Stimson nació y creció en Sussex, Inglaterra. De niña, vivió varios años en Grecia y África, antes de obtener una beca en la Notre Dame School de Lingfield. Posteriormente, estudió inglés en el St. Hilda's College de Oxford, donde recibió el premio Eleanor Rooke y el premio Dorothy Whitelock. Tras graduarse, Tess se incorporó a la ITN.
En 1991, dejó la ITN para escribir su primer libro, Yours Till the End, la biografía del rehén de Beirut Jackie Mann. Después se trasladó a Chipre con su entonces marido, el corresponsal de la CNN Brent Sadler, con quien tiene dos hijos.
Su primera novela de ficción, Hard News, ambientada en el mundo de los informativos de televisión, se publicó en 1993 con un éxito inmediato y se convirtió en un best-seller instantáneo. Ese mismo año se trasladó a Roma, Italia, donde escribió Soft Focus (1995) y Pole Postion (1996). Ambas novelas fueron éxitos comerciales y de crítica.
En 1997, Tess se trasladó a Beirut (Líbano), desde donde compaginó sus reportajes sobre Oriente Medio para la CNN, la BBC y la NTV. También trabajó como freelance para las cadenas de televisión británicas Sky, Channel Five y otros canales de cable.
En 2000, tras su divorcio, Tess se trasladó a Londres con sus hijos. Dos años después, fue nombrada profesora de escritura creativa en la Universidad del Sur de Florida.
Dejó la USF en 2004 para volver a dedicarse a la escritura y al periodismo, convirtiéndose en columnista habitual del periódico Daily Mail. 
Actualmente reside en Florida junto a su marido Erik Oliver y sus tres hijos. 

## Obra
- Robada (Stolen, 2022). Publicada en español por el sello Motus de Trini Vergara Ediciones.
- La Ex/La Mujer (One in Three, 2021)
- A Mother's Secret (2020)
- What's Yours Is Mine (2011)
- One Good Affair (2009)
- The Adultery Club (2008)